# Tócala, Uli
«Tócala, Uli» es una canción del grupo español Gabinete Caligari, incluida en su álbum de estudio Camino Soria.

## Descripción
Se trata de un tema de ritmo rápido y bailable, compuesto a modo de homenaje hacia Ulises Montero Santuy, quien fuera saxofonista de Gabinete Caligari y que había fallecido unos pocos meses antes, el 29 de diciembre de 1986, por sobredosis de heroína.
En ocasiones se ha puesto de manifiesto que la inspiración musical se encuentra en el tema Town Called Malice, del grupo británico The Jam.
La canción se publicó en 1987 como cara B del sencillo de La sangre de tu tristeza. Unos meses después, ya en 1988, volvió a publicarse como cara A, acompañado en la cara B por Saravá.
El tema está además incluido en el álbum recopilatorio La culpa fue de Gabinete (2004) y en el álbum Enjoy, de Jaime Urrutia en solitario.